# Списак министара државне управе и локалне самоуправе Србије
На овој страни налази се списак министара државне управе и локалне самоуправе Србије.

## Република Србија(1991–сада)[1]
| Слика | Почетак мандата    | Крај мандата       | Име и презиме (година рођења и смрти) | Белешка | Странка                       |
| ----- | ------------------ | ------------------ | ------------------------------------- | --- | ----------------------------- |
|       | 15. јануар 1991.   | 23. децембар 1991. |                                       | Влада Драгутина Зеленовића                                                                                   |                               |
|       | 23. децембар 1991. | 10. фебруар 1993.  |                                       | Влада Радомана Божовића                                                                                      |                               |
|       | 10. фебруар 1993.  | 15. март 1994.     |                                       | Влада Николе Шаиновића                                                                                       |                               |
|       | 15. март 1994.     | 24. март 1998      |                                       | Прва влада Мирка Марјановића                                                                                 |                               |
|       | 24. март 1998.     | 25. октобар 2000   | Гордана Поп Лазић                     | министар за локалну самоуправу у другој влади Мирка Марјановића                                              | Социјалистичка партија Србије |
|       | 25. октобар 2000.  | 25. јануар 2001.   | Вељко Одаловић                        | министар за локалну самоуправу у влади Миломира Минића                                                       | Социјалистичка партија Србије |
|       | 25. јануар 2001.   | 19. јун 2002.      | Јожеф Каса                            | министар за локалну самоуправу у влади Зорана Ђинђића                                                        | Савез војвођанских Мађара     |
|       | 19. јун 2002.      | 3. март 2004.      | Родољуб Шабић                         | министар за локалну самоуправу у влади Зорана Ђинђића и влади Зорана Живковића                               | Социјалдемократија            |
|       | 3. март 2004.      | 15. мај 2007.      | Зоран Лончар                          | министар за државну управу и локалну самоуправу у првој влади Војислава Коштунице                            | Социјалистичка партија Србије |
|       | 15. мај 2007.      | 27. јул 2012.      | Милан Марковић                        | министар за државну управу и локалну самоуправуе у другој влади Војислава Коштунице и влади Мирка Цветковића | Демократска странка           |
|       | 27. јул 2012.      | 30. август 2013.   | Верица Калановић                      | министар регионалног развоја и локалне самоуправе у влади Ивице Дачића                                       | Уједињени региони Србије      |
|       | 30. август 2013.   | 27. април 2014.    | Игор Мировић                          | министар регионалног развоја и локалне самоуправе у влади Ивице Дачића                                       | Српска напредна странка       |
|       | 27. април 2014.    | 11. август 2016.   | Кори Удовички                         | Потпредседник владе и министар државне управе и локалне самоуправе у првој влади Александра Вучића           | Нестраначка личност           |
|       | 11. август 2016.   | 29. јун 2017.      | Ана Брнабић                           | министар државне управе и локалне самоуправе у другој влади А. Вучића                                        | Нестраначка личност           |
|       | 29. јун 2017.      | 28. октобар 2020.  | Бранко Ружић                          | министар државне управе и локалне самоуправе упрвој влади А. Брнабић                                         | Социјалистичка партија Србије |
|       | 28. октобар 2020.  | 26. октобар 2022.  | Марија Обрадовић (политичарка)        | министар државне управе и локалне самоуправе у другој влади А. Брнабић                                       | Српска напредна странка       |
|       | 26. октобар 2022.  | 1. мај 2024.       | Александар Мартиновић                 | министар државне управе и локалне самоуправе у трећој влади Ане Брнабић                                      | Српска напредна странка       |
|       | 2. мај 2024.       | Тренутно           | Јелена Ковачевић                      | министар државне управе и локалне самоуправе у влади Милоша Вучевића                                         | Српска напредна странка       |